# Surano
Surano, anticamente appellato Sorano, è un comune italiano di 1 483 abitanti della provincia di Lecce in Puglia.
Situato nel basso Salento, fa parte dell'unione dei comuni delle Terre di Mezzo.

## Geografia fisica

### Territorio
Il territorio comunale, che occupa una superficie di 8,85 km² nella parte sud-orientale della penisola salentina, presenta una morfologia pianeggiante ed è compreso tra gli 88 e i 116 metri sul livello del mare. È posto tra la serra di Supersano e la costa adriatica. La parte occidentale del comune ricade nel Parco dei Paduli, un'area rurale caratterizzata da un paesaggio dominato prevalentemente da estesi e maestosi uliveti e nella quale sopravvivono numerose specie vegetali e animali; è il caso di alcuni esemplari di querce secolari, traccia dell'antico bosco di Belvedere.
Confina a ovest e a nord con il comune di Nociglia, a nord con il comune di Poggiardo, a est con il comune di Spongano, a sud con i comuni di Andrano e Montesano Salentino.
- Classificazione sismica: zona 4 (sismicità molto bassa), Ordinanza PCM n. 3274 del 20/03/2003

### Clima
Dal punto di vista meteorologico Surano rientra nel territorio del basso Salento che presenta un clima prettamente mediterraneo, con inverni miti ed estati caldo umide. In base alle medie di riferimento, la temperatura media del mese più freddo, gennaio, si attesta attorno ai +9,5 °C, mentre quella del mese più caldo, agosto, si aggira sui +32,3 °C. Le precipitazioni medie annue, che si aggirano intorno ai 126 mm, presentano un minimo in primavera-estate e un picco in autunno-inverno.
Facendo riferimento alla ventosità, i comuni del basso Salento risentono debolmente delle correnti occidentali grazie alla protezione determinata dalle serre salentine che creano un sistema a scudo. Al contrario le correnti autunnali e invernali da sud-est, favoriscono in parte l'incremento delle precipitazioni, in questo periodo, rispetto al resto della penisola.
| Surano                     | Mesi | Mesi | Mesi | Mesi | Mesi | Mesi | Mesi | Mesi | Mesi | Mesi | Mesi | Mesi | Stagioni | Stagioni | Stagioni | Stagioni | Anno |
| Surano                     | Gen  | Feb  | Mar  | Apr  | Mag  | Giu  | Lug  | Ago  | Set  | Ott  | Nov  | Dic  | Inv      | Pri      | Est      | Aut      | Anno |
| -------------------------- | ---- | ---- | ---- | ---- | ---- | ---- | ---- | ---- | ---- | ---- | ---- | ---- | -------- | -------- | -------- | -------- | ---- |
| T. max. media (°C)         | 15,0 | 16,2 | 20,8 | 26,1 | 31,9 | 38,8 | 41,1 | 43,3 | 39,0 | 30,6 | 21,4 | 16,0 | 15,7     | 26,3     | 41,1     | 30,3     | 28,4 |
| T. min. media (°C)         | 4,1  | 5,0  | 10,5 | 15,0 | 14,9 | 16,7 | 18,9 | 19,3 | 19,0 | 12,3 | 8,9  | 4,0  | 4,4      | 13,5     | 18,3     | 13,4     | 12,4 |
| Precipitazioni (mm)        | 41   | 22   | 1    | 0    | 0    | 0    | 0    | 0    | 1    | 11   | 24   | 26   | 89       | 1        | 0        | 36       | 126  |
| Umidità relativa media (%) | 51,1 | 49,0 | 53,8 | 61,1 | 60,8 | 66,5 | 67,8 | 70,2 | 75,0 | 68,3 | 59,9 | 38,9 | 46,3     | 58,6     | 68,2     | 67,7     | 60,2 |

- Classificazione climatica di Surano:[5]
  - Zona climatica: C
  - Gradi giorno: 1286

## Origini del nome
Il nome potrebbe essere un prediale e deriverebbe dal nome latino di persona Surus.

## Storia
Secondo le fonti medievali e rinascimentali l'antico centro era denominato Sorano, solo nei documenti ottocenteschi assume il nome attuale di Surano. Secondo l'erudito Giacomo Arditi le sue origini sarebbero da ricondurre alle rovine di Suranello, un villaggio poco distante dalla città messapica di Vaste distrutto dai Barbari intorno alla fine del V secolo. Ma questa è una supposizione non suffragata da nessuna fonte certa. Lo stesso sito del leggendario Suranello non ha mai avuto un riscontro fisico certo. Sono anche discordanti i vari racconti di paese che lo vorrebbero esistito in diversi posti del feudo. Posti ormai entrati nel mito delle favole paesane. Chi lo vuole sorto in località San Rocco, chi crede invece avesse avuto origine in una contrada dove attualmente si trovano concentrate tre masserie a ridosso dell'antico Bosco Belvedere.
Ad onor del vero non mancano nel territorio suranese tracce del periodo preistorico. Un'antica traccia monumentale preistorica, che rimandasse ad una struttura trilitica tipica dei dolmen, era presente fin dagli anni settanta nel territorio di Surano in contrada Pozze lungo la strada che collegava il borgo con il paese limitrofo di Spongano. Il dolmen risulta però distrutto, in quanto non riconosciuto come tale da solerti bonifiche private adottate negli anni Settanta del Novecento, e non si è conservata alcuna traccia.
Di certo il borgo di Surano ha un'origine bizantina sia per l'impianto urbanistico sia per l'esistenza di una cripta basiliana, scavata nel banco tufaceo, in prossimità dell'attuale cappella di San Rocco. Tale cripta era forse dedicata a San Giovanni (Battista?) sulla base di un affresco, ormai perduto, ancora esistente alla fine degli anni '70. Il tessuto stesso del borgo di Surano farebbe ipotizzare un impianto bizantino. Testimonianza della fondazione bizantina sarebbero anche stati i vari frantoi ipogei esistiti a Surano. Fino agli anni '30 se ne contavano cinque: ne sono rimasti attualmente, quasi integri, almeno due; gli altri sono andati distrutti per l'incuria dell'uomo. A giustificare il numero consistente di frantoi ipogei detti 'trappeti' vi è poi la presenza, a ridosso del paese, di estese tenute di ulivi secolari, alcuni dei quali presentano tronchi del diametro di circa 2,50. A testimoniare la fondazione bizantina ed ellenofona vi è la presenza, attualmente, nel paese di cognomi di origine grecofona. Ciò testimonia ancora una fondazione del borgo risalente ad immigrazioni di popolazioni arrivate dalla zona greco-ortodossa-epirota. Anche termini d'uso comune nella lingua dialettale locale rimandano ad una radice ellenofona: 'capasune, capasa, stria etc. E non è un caso che il più antico luogo di culto, come si accennava, presente in paese risulta una fondazione bizantina, la cripta di San Giovanni, con tracce di iconostasi, oggi scomparse, sita nella zona del Borgo Pozze. Una zona ricca di falde superficiali, come attestato dalla presenza di numerosi pozzi, da cui appunto il termine 'pozze'. Una situazione che si riscontra nelle vicinanze dalla contrada Farnese, a ridosso del territorio limitrofo di Nociglia: in zona denominata 'Santu Lasi', anch'essa ricca di pozzi grazie ad una falda ancora più superficiale. Il sito era posto lungo l'asse migratorio e si trovava al centro di una zona particolare per il delicato sistema acquitrinoso che si ricreava annualmente durante la stagione delle piogge e consentiva il ritrovo per un breve periodo del 'cavaliere d'Italia' (Himantopus himantopus), e di altre specie di uccelli. Le bonifiche private degli ultimi anni hanno definitivamente fatto scomparire quel delicato eco-sistema.
Notizie certe si hanno a partire dal 1190 quando il normanno Tancredi d'Altavilla, per ricompensare alcuni cavalieri che avevano servito fedelmente e con valore il conte Roberto suo avo, diede il feudo di Surano a Gabriele Guarino. La famiglia Guarini rimase feudataria ininterrottamente sino al 1806, anno di soppressione del regime feudale.
Notizie relative al numero di fuochi (nuclei familiari) si ricavano dai censimenti a fini fiscali. Surano nel 1447 è tassata per 17 fuochi, 5 fuochi nel 1483, segno evidente che nell'invasione otrantina dei turchi del 1480 Surano aveva subito una drastica riduzione del suo numero di abitanti, (prova, questa, della devastazione anche fisica che la maggior parte dei borghi salentini aveva subito durante l'attacco turco), e 8 fuochi nel 1508 e nel 1512-1513. Nel XVI e nel XVII secolo la popolazione subì un graduale incremento. Agli inizi del Settecento contava 320 abitanti, che diventarono 515 alla fine del secolo. Nel censimento napoleonico del 1805 contava 500 abitanti.

## Monumenti e luoghi d'interesse

### Architetture religiose

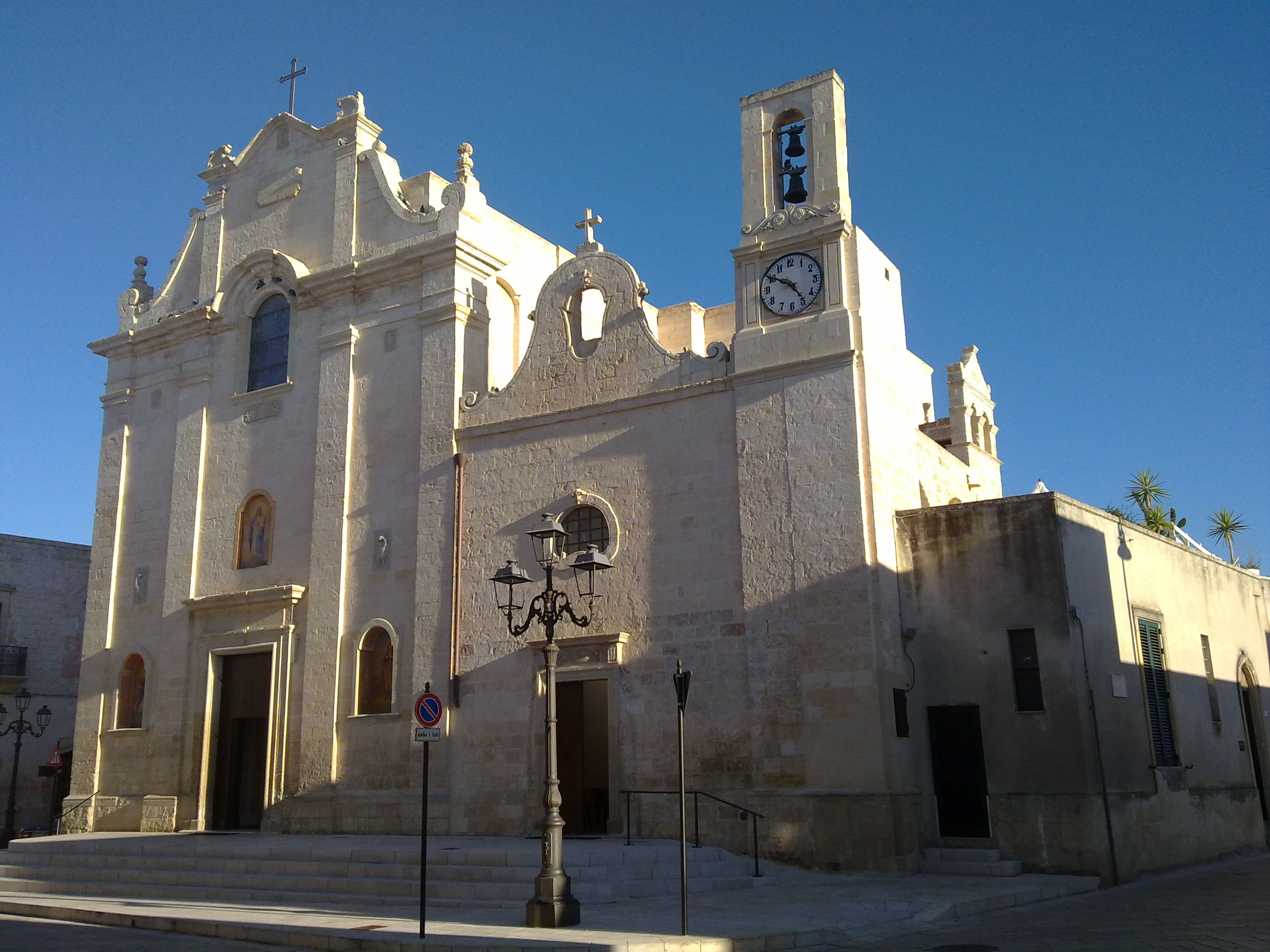
Chiesa Maria SS. Assunta

- Chiesa di Maria Santissima Assunta, fu ultimata nel 1775 in seguito ai lavori di ampliamento di un edificio risalente al XVI secolo. Originariamente comprendeva l'attuale transetto. Presenta una facciata spartita in tre comparti verticali da lesene lisce con capitelli dorici. Nello scomparto centrale è il portale d'ingresso architravato, sormontato da una nicchia e posto in asse con una finestra centinata. Lateralmente si aprono due nicchie affrescate con le raffigurazioni di San Rocco e della Madonna Assunta. Sul fronte sono visibili inoltre quattro stemmi riferibili alle nobili famiglie che in epoche diverse contribuirono all'edificazione della chiesa. Sulla destra è fiancheggiata da una cappella costruita dalla Confraternita della Madonna delle Grazie nel 1828 e dalla torre dell'orologio. L'interno, a croce latina, è scandito da pilastri con capitelli corinzi sormontati da una cornice che ne percorre tutto il perimetro. Nella navata e nel transetto si collocano gli altari dedicati a Sant'Oronzo, a Santa Marina, alla Madonna Assunta, alla Sacra Famiglia, alla Madonna del Rosario e a San Rocco. L'abside accoglie il settecentesco altare maggiore decorato con stucchi policromi. Sull'altare della Sacra Famiglia è conservato un tabernacolo ligneo di fattura cinquecentesca.

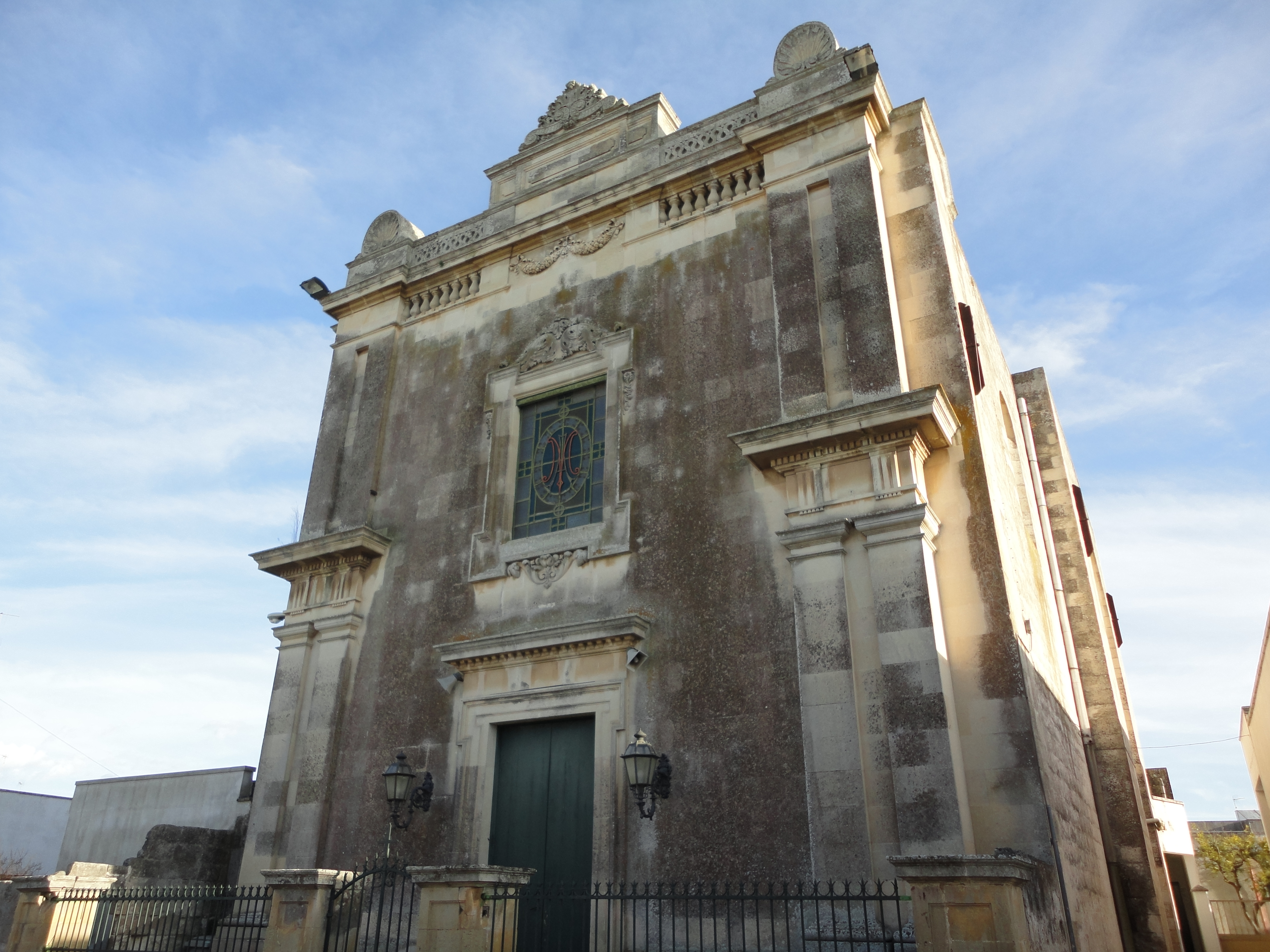
Chiesa della Madonna delle Grazie

- Chiesa della Madonna delle Grazie, fu progettata dall'architetto Filippo Bacile di Castiglione alla fine dell'Ottocento e ultimata nel 1912. La sua costruzione fu voluta dall'omonima Confraternita, che fino a quella data aveva avuto sede nella piccola cappella adiacente alla chiesa madre. La facciata ha un'architettura in stile umbertino, costruita interamente in pietra leccese. È inquadrata fra due coppie di paraste su due ordini ed è caratterizzata da finte balaustre, interrotte al centro da un motivo a festoni. La parte sommitale termina con una trabeazione rettilinea su cui poggiano due acroteri agli angoli, mentre al centro su un motivo a sarcofago si nota un podio reggi-crocifisso decorato con foglie d'acanto. L'interno si sviluppa ad aula unica coperta da una grande volta le cui spinta è retta da tiranti in ferro. La zona dell'altare si presenta molto sacrificata a causa della ridotta profondità dell'abside. Gli altari laterali in stile tra umbertino e neoclassico ricreano un'armonia con l'architettura dell'interno costituita da grossi piloni in stile tuscanico con trabeazione fortemente aggettante. La chiesa è dotata di un campanile a pianta quadrata con aperture a tutto sesto su tutti e quattro i lati, inquadrati da altrettante paraste ioniche poste agli angoli. Nel 2023 un fulmine ha colpito l'angolo occidentale del Campanile distruggendo parte del cornicione.

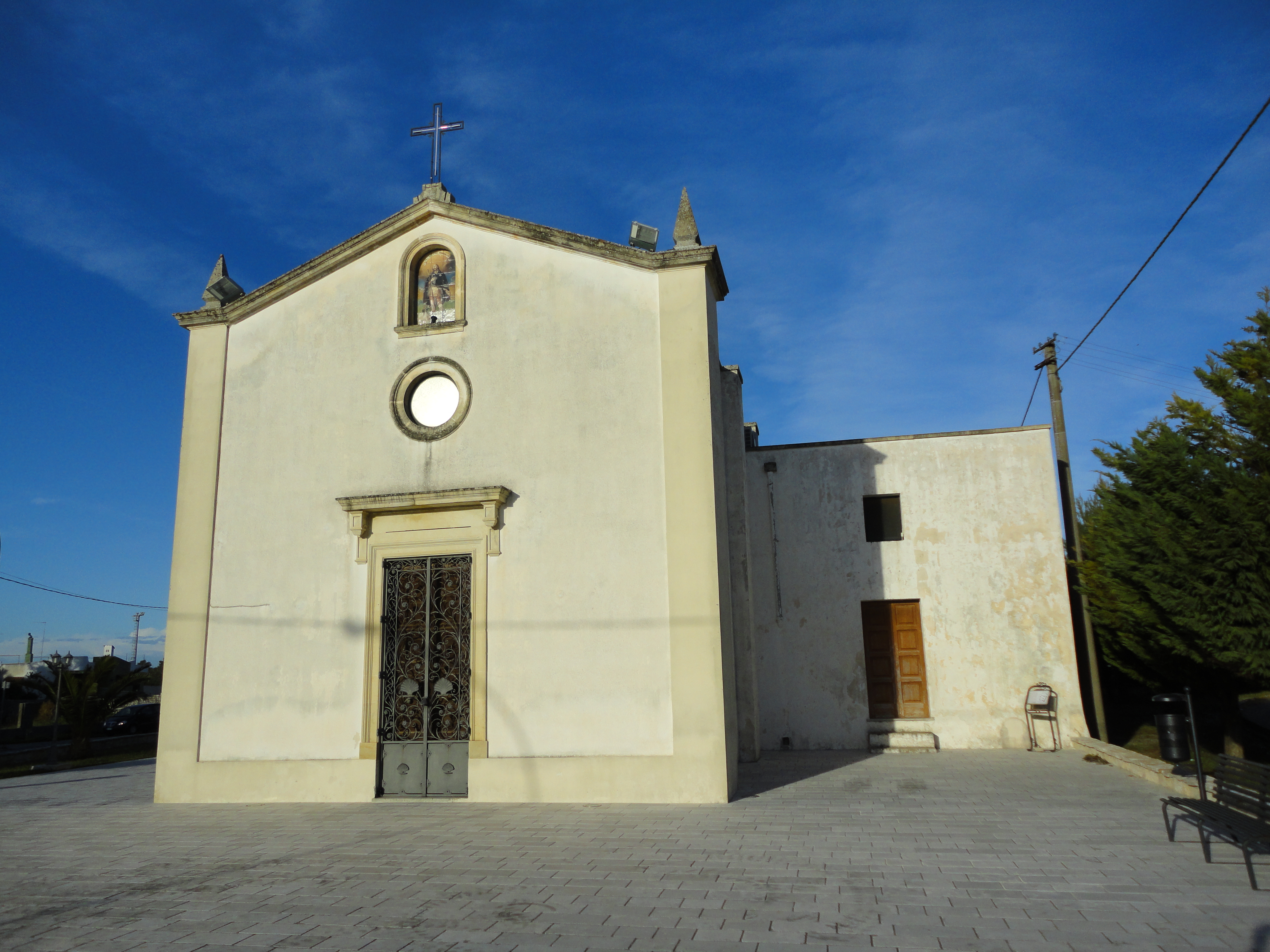
Cappella di San Rocco

- Cappella di San Rocco edificata sul luogo dell'antica cripta basiliana di San Giovanni Battista. Evidente luogo di perpetuazione del culto. L'attuale cappella di San Rocco è stata inaugurata e aperta al culto nel 1949 in sostituzione della seicentesca cappelletta che attualmente funge da sagrestia. La facciata si presenta strutturata a capanna con cantonali agli angoli. Il portale con piedritti scorniciati e terminanti in cima ad orecchi, in stile dorico con cornicione aggettante appoggiato su due mensole d'ingresso. Al centro della facciata un occhio circolare e in sommità una nicchia centinata a tutto sesto contenente l'immagine di San Rocco. L'interno è a navata unica scandita da due campate coperte a stella, con abside poligonale.
- Dalla cappella di San Rocco si accede alla cripta bizantina, interamente scavata nella roccia. Verosimilmente l'antica chiesetta rupestre di rito ortodosso. Ad impianto rettangolare scandita da due pilastri tesi a suddividere le funzioni del rito religioso di matrice ortodossa. Su una parete è incisa la data 1571 che sta ad indicare la chiusura definitiva del rito all'interno della cripta. Si conservavano fino agli anni Settanta tracce di pitture ad affresco con un'icona raffigurante San Giovanni Battista.[9]
- Cappella della Madonna di Leuca, è una chiesa extra-urbana situata lungo l'asse viario della Strada statale 275 di Santa Maria di Leuca. Sorge al limite dei confini amministrativi con il comune di Nociglia. Risalente alla seconda metà del XVI secolo, apparteneva alla serie di chiese che erano ubicate lungo il percorso che i pellegrini percorrevano per raggiungere il Santuario De Finibus Terrae di Santa Maria di Leuca. Presenta una semplice facciata inquadrata da due robuste paraste e caratterizzata da un unico portale, con timpano leggermente decorato, posto in asse con una finestra rettangolare. L'interno è ad aula unica, scandita in due campate voltate a spigolo, e accoglie un altare maggiore con colonne decorate a racemi che inquadrano un retablo decorato a foglie d'acanto. L'altare maggiore racchiude un lacerto d'affresco di fattura bizantina che rappresenta la Madonna con Bambino. Sulla parete destra della prima campata una nicchia absidata conserva una statua in pietra leccese policroma raffigurante sant'Antonio di Padova. La fiancata sinistra della chiesa presenta strutture con volta a botte e funzionali al ricovero dei pellegrini. Sul lato orientale della chiesa rimane un interessante cimitero con cripta a galleria per i loculi. Sulla fiancata destra della cappella un tempo un famedio, adibito alle funzioni funerarie, è crollato verso la fine degli anni '80. Famedio che fungeva da ala simmetrica destra. All'interno del recinto cimiteriale un'interessante cappella gentilizia in Stile Liberty, rende il complesso cimiteriale molto interessante e monumentale. Cappella che risente invero in parte dello stile umbertino da manuale funerario, ma al contempo si intravedono stilemi desunti dall'architettura della Scuola di Vienna in chiave provinciale salentina. Sicuramente un modello che traguarda quella che è l'architettura della facciata della Chiesa della Confraternita della Madonna delle Grazie. Forse da ascrivere allo stesso Architetto sponganese, Filippo Bacile.
- Tra i monumenti più significativi distrutti durante gli anni '50 del Novecento vi sono la Cappella di San Nicola (posta a ridosso dell'antica torre del castello) ad aula unica, con copertura a vola e dedicata al Santo di Mira. Cappella che doveva essere ricostruita, dopo lo smontaggio, in altro luogo, i cui conci depositati per circa trenta anni in attesa di rimontaggio sono andati completamente dispersi. La suddetta cappella, a giudicare dalla titolazione nicoliana poteva essere d'impianto due-trecentesco (considerata la vicinanza all'antico castello e in prossimità dell'accesso di un'antica masseria). Non è chiaro se era nata come cappella del fortilizio (per la vicinanza all'antico torrione) o faceva corpo a sé, in quanto situata all'inizio della strada omonima. La facciata era molto semplice, dove l'unico elemento decorativo era rappresentato della porta d'accesso. Vi è discordanza, tra i diversi ricordi degli anziani, se, oltre al portale d'accesso la facciata presentava anche un occhio.
- Un altro monumento di cui si ha memoria è il Calvario otto-novecentesco posto lungo via San Rocco, in prossimità di un antico frantoio ipogeo. Anche questo monumento era stato smontato durante gli anni '50 del Novecento, con l'intenzione di poterlo ricostruire in altro luogo. Gli elementi architettonici, che erano stati salvati per il 'rimontaggi', risultavano costituiti da una trabeazione curvilinea e da almeno due colonne e paraste di ribattitura, con altrettanti capitelli e basi. Spolia architettoniche che erano stati stoccati in contrada San Rocco, e lasciati in attesa di una più felice destinazione, a ridosso dell'omonima Cappella e presenti ancora in situ fino alla metà degli anni '80. La struttura votiva risultava affrescata o forse decorata con pitture a secco. Alcuni cartoni dell'antico calvario, attualmente risultano esposti nella Chiesa della Confraternita.
- Località 'Santu Lasi': come attestato dal toponimo e dalla presenza nella zona di numerosi pozzi superficiali, oltre all'attestazione nella zona di piccole case coloniche e di un casino di caccia, si può ipotizzare che il sito fosse abitato da secoli. Ma soprattutto il toponimo 'Santu Lasi' attesterebbe nella contrada di una cappella votiva dedicata al Santo ortodosso; ipotesi supportata dal fatto che intorno agli anni Trenta e Cinquanta qualche contadino durante i lavori nei campi scopriva ossa e sepolture umane.

### Architetture civili

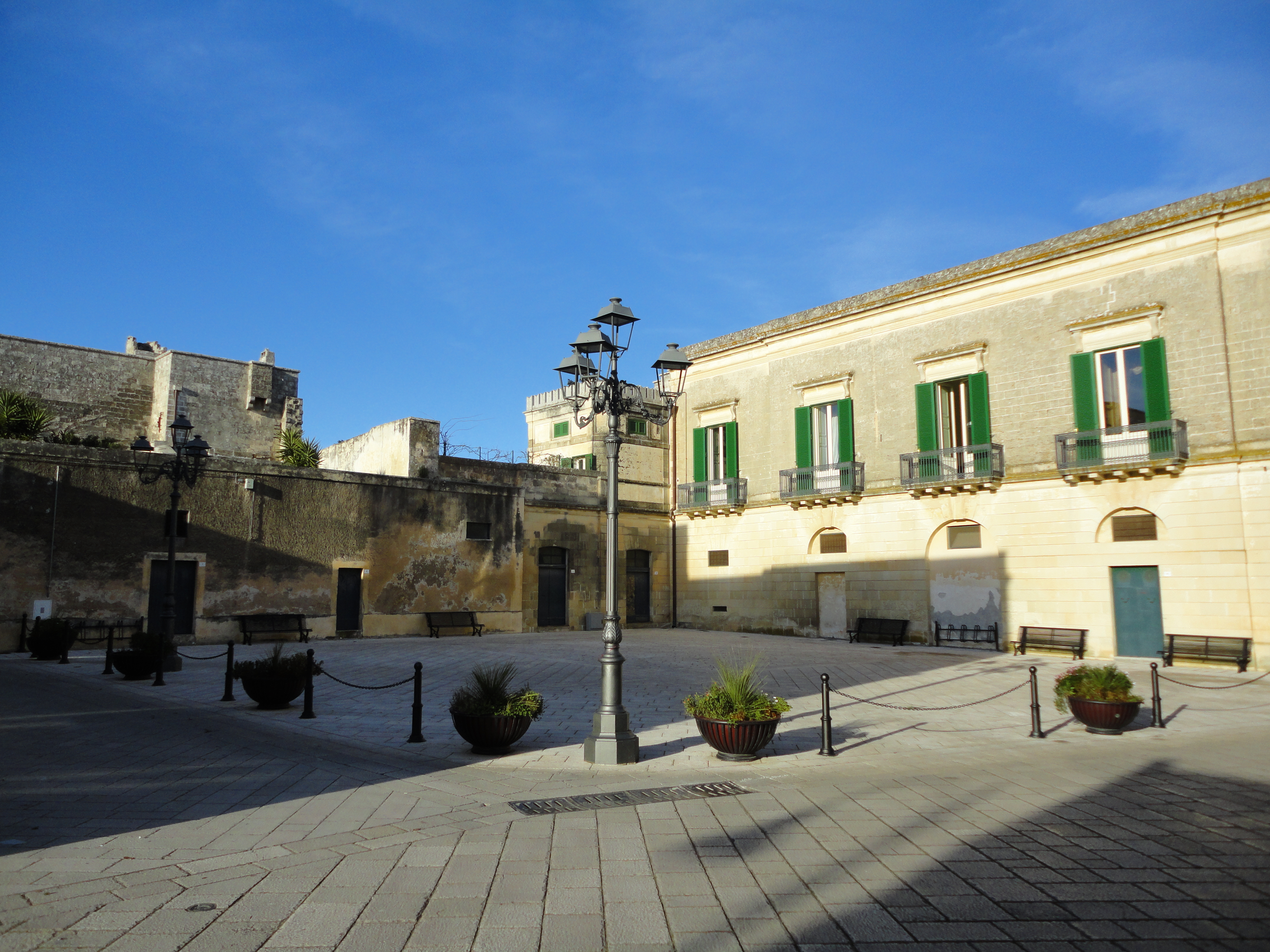
Palazzo Galati e torre fortificata

- Palazzo in piazza Martiri di Otranto, è una dimora signorile della Seconda metà del XIX secolo. Costruito secondo i canoni neoclassici, si articola su due piani. Gli ambienti nobili del piano superiore sono decorati con affreschi di Raffaele Armenise, datati 1884.
- Palazzo anticamente detto di don Pantaleo. Risulta realizzato nel XVIII secolo, nella parte riguardante il piano Terra, mentre la parte nobile risulta realizzata o ricostruita tra la fine dell'Ottocento e gli inizi del Novecento in puro stile umbertino. Un frantoio ipogeo, ancora intatto, è posto all'interno del palazzo, il cui accesso antico dava direttamente sulla via principale.
- Frantoi ipogei basiliani e medioevali. Oltre al frantoio ben conservato posto sotto il Palazzo di don Pantaleo, a Surano, vi erano altri 4 frantoi ipogei disposti lungo l'unico asse viario del paese, che da un capo all'altro risultava funzionale a tali antiche strutture per la lavorazione delle olive. Questi ultimi frantoi ipogei sono stati in parte distrutti per l'incuria e l'intervento dell'uomo. Tra i due rimasti in situ è da segnalare il frantoio ipogeo situato fuori dal centro abitato e posto all'interno di un 'feudo' di ulivi millenari, nelle vicinanze di una zona denominata Murta - da murteddrha/mortella/mirto (un latifondo che risultava costituito da circa 45 ettari, adibiti ad altrettanti ulivi secolari, ma che attualmente risulta frazionato in diverse proprietà). Quest'ultimo frantoio sembrerebbe il più antico di tutti, almeno a giudicare dalla tecnica costruttiva in pietre a secco connesse con 'bolio' e calcina che risalirebbe al periodo bizantino. Presenta dei fornici ciechi e relativamente profondi, lungo la fiancata della struttura, con archi a sesto leggermente ribassato. Una ripida scala portava nell'ambiente sotterraneo dove vi era la presenza della grande vasca, che tuttora si può notare, salvata in parte dalle devastazione. Un restauro di mantenimento ha evitato un'ulteriore distruzione. Un altro antico frantoio ipogeo, forse coevo, (anticamente a servizio della Masseria Pozze) era in zona San Rocco.
- Masserie site nel territorio di Surano: una serie di masserie, oltre ai frantoi, danno un'idea della ricchezza del territorio suranese. Alcune distribuite nel centro del borgo e altre disseminate nel territorio agricolo. Molte di queste per l'incuria dell'uomo sono in parte crollate come la "masseria palumbaro" posta sul declivio della serra, lungo la strada vicinale che porta al 'vecchio cimitero'.
- La masseria "palombaro" o meglio palummaru (sicuramente deve il nome alla presenza di una qualche struttura piccionaia) presentava una facciata simmetrica con al centro il grande fornice d'accesso (chiuso da un portone in legno) a tutto sesto con centine e piedritti in pietra leccese che portava al cortile coperto "a spigolo" a due moduli, il quale a sua volta si apriva nella vera e propria curte. A sinistra e a destra dell'androne d'accesso si disponevano 8 ambienti (4 a sinistra e 4 a destra). Gli ambienti di destra (rispetto alla facciata) disposti sulla serra che risulta appositamente scavata per realizzarli, erano coperti con volta a botte; mentre i quattro ambienti di sinistra risultavano coperti con più tipiche volte leccesi a spigolo. Questo attesta che il complesso masserizio risulta realizzato almeno in due fasi distinte. Il primo nucleo (costituito da almeno due grandi ambienti posti lungo la facciata) risulta ovviamente più antico e risalirebbe almeno al XVI secolo a giudicare dalla tecnica costruttiva. L'ambiente più ampio presentava all'interno una cimineia, con cimasa in pietra leccese sagomata a 45°, dove si disponevano a stagionare il formaggio (caciotta-nostrale, cacio-ricotta, giuncata e marsotica) e un grande camino con un enorme architrave porta cappa. Gli ambienti posti a sinistra della facciata, insieme all'androne centrale, sicuramente costruiti durante la seconda fase a giudicare, sia dalla tecnica costruttiva che per l'architettura in facciata. Nella seconda fase apparterrebbe la redazione generale dell'architettura di facciata, la quale presentava aperture, a semplice arco a tutto sesto, poggiate su piedritti larghi circa cm 22. Porte finestre con finestrella sommitale, tutto incorniciato da una fascia liscia in pietra leccese. Sulla sommità della facciata un ulteriore fascione costituito da semplici blocchi da cm.25 che correva su tutto il paramento in tufo locale, unico motivo decorativo. La masseria conteneva all'interno un frantoio di superficie. Nella curte o aia (dove venivano assembrate le pecore e si sbrigavano molte faccende durante la giornata, si distribuivano delle antiche grotte, di cui alcune oggetto negli anni Settanta di indagini speleologiche. Oggi la masseria è crollata quasi del tutto in seguito all'abbandono e al conseguente spoglio che man mano ha subito. Tra i possedimenti della masseria risulta tutto il latifondo adibito a seminativo che partiva dal limes del feudo di Nociglia e arrivava ben oltre l'attuale strada vicinale ciclo-turistica che sin snoda fino alla statale 275. Vicino alla struttura si trova una grossa pietra che il volgo considera legata da una vicenda particolare legata alla statua in pietra del Santo di Padova.
- Oltre ad altre masserie poste all'interno o a ridosso del borgo come la Masseria Santo Spirito, la Masseria Aria-curte e la Masseria Pozze, e la Masseria Nova vi erano una serie di altre masserie distribuite nel territorio di Surano vere e proprie strutture economiche funzionali allo 'sfruttamento agricolo della campagna con tipologie molto differenziate a seconda del periodo di costruzione, del sito in cui si trovano e soprattutto della loro funzione. Seguono alcune masserie ancora esistenti, in parte integre e in parte in rudere: Masseria pescugrossu, Masseria Garande, Masseria Bacile e Masseria Rizzelli. Queste ultime due devono il proprio nome agli ultimi proprietari che le hanno possedute.
- Un caso a parte meriterebbe la Masseria grande (per la cui descrizione si rimanda al successivo paragrafo denominato "Architetture militari"). Una vera e propria masseria fortificata - un impianto cinquecentesco costituito da una torre a cui si sono aggiunti nei vari secoli delle strutture funzionali con ampliamenti ottocenteschi e novecenteschi.

#### Centro storico
Il borgo antico di Surano risale al periodo bizantino. Presenta una planimetria a maglia tendente all'ortogonalità anche se gli assi principali disattendono tale sistema. Il borgo antico non era dotato di una fortificazione vera e propria, ma era impostato urbanisticamente su un sistema di vicoli ciechi che consentivano la difesa a ridosso della struttura fortificata vera e propria rappresentata dal castello. I vicoli si distribuivano lungo le tre più importanti direttrici stradali tra loro ortogonali (via Fosso, via Santa Lucia e via Nociglia); per la maggior parte privati, erano caratterizzati da una struttura cosiddetta a telescopio (diventavano sempre più stretti per creare una difficoltà oggettiva di manovra ad eventuali attacchi). Tale carattere urbanistico è stato alterato tra la prima e la seconda metà del Novecento, in seguito all'espansione del paese.
Rimangono esempi di case a corte con tipologia tipica della casa contadina salentina dove vivevano più famiglie appartenenti in genere allo stesso ramo familiare. Tale tipologia chiamata dal volgo "curte" era costituita da un'ampia corte dove si disponevano le "casae" delle varie famiglie. In genere un'unità abitativa era costituita da una stanza per l'abitazione e una piccola stalla. I due ambienti prospettavano sulla corte comune che risultava chiusa da un portone posto nella parete a vela che dava sul vicolo (su quella parete a vela veniva a volte ricavato un Mignano). La vita della comunità si svolgeva all'interno di questa corte chiusa chiamata anche ghetonia, in lingua greco-salentina, ovvero vicinato, che oltre ad avere un'accezione sociale, assume anche un significato specificatamente urbanistico. Il termine, evidentemente trasformato nel tempo, molto probabilmente, può derivare sia da una parola in uso nella lingua albanese che nella lingua greca. Infatti con i termini gjitonia (termine arbëresh) e 'γειτονιά (parola greca), appunto, si sogliono indicare in genere un "intorno" o un "vicinato".

### Architetture militari
Sino alla metà del XVI secolo il casale di Surano era dotato di un castello con tanto di fosso e posto a ridosso del borgo. La fortezza medievale, fu integrata da un'ulteriore torre datata tra la fine del Cinquecento e gli inizi del Seicento. Successivamente la struttura castellare medievale è stata in parte demolita e sostituita dal Palazzo ottocentesco. Il torrione scampato alle demolizioni ottocentesche risulta munito da caditoie in corrispondenza di porte e finestre. Nel territorio comunale risulta interessante un'ulteriore torre costruita tra la fine del XV e gli inizi del XVI secolo, fuori dal centro abitato, facente pare del complesso di una Masseria fortificata di proprietà privata e posta nel territorio di Surano lungo la direttrice Lecce-Leuca. La torre, costruita in carparo locale, conserva ancora il coronamento a finti beccatelli nella parte sommitale, mentre presenta caditoie in corrispondenza delle aperture. Sella terrazza sommitale può riconoscere anche un podio reggi bandiera, ancora perfettamente integro. La torre faceva parte del sistema di presidi militari posti a controllo del territorio e comunicava direttamente con la torre di Castiglione e la torre del castello di Nociglia, lungo l'asse lecce-Leuca, mentre traguardava trasversalmente il territorio del Bosco Belvedere attraverso la torre (ormai scomparsa) posta in località Turriceddra verso Torrepaduli e Ruffano. Torre attualmente in territorio di Supersano, i cui primi presidi risalgono ad epoca messapica (o forse preistorica). La struttura basamentale della torre, infatti, presenta un alto podio che lascia intravedere una struttura a specula riutilizzata in periodo normanno e trasformandola in motta.

## Società

### Evoluzione demografica
Abitanti censiti

### Etnie e minoranze straniere
Al 31 dicembre 2017 a Surano risultano immigrati 53 cittadini stranieri. La nazionalità più rappresentata è quella marocchina con 32 residenti.

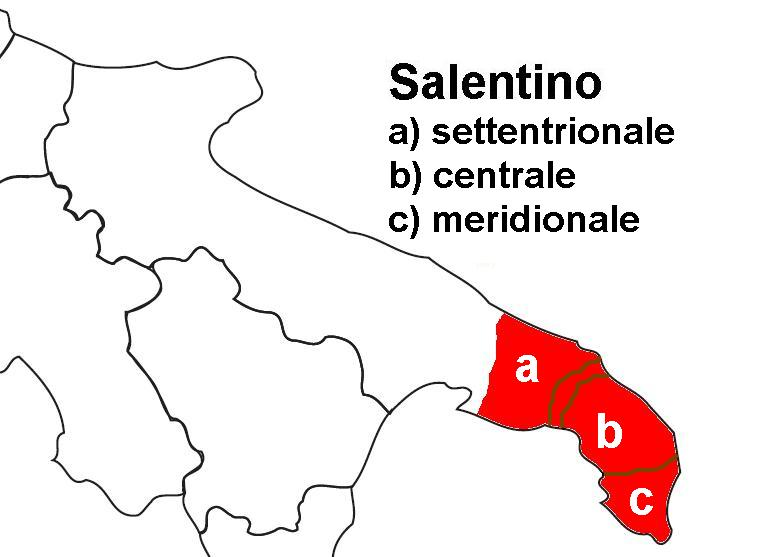
Diffusione del dialetto salentino

### Lingue e dialetti
Il dialetto parlato a Surano è il dialetto salentino nella sua variante meridionale. Il dialetto salentino, appartenente alla famiglia delle lingue romanze e classificato nel gruppo meridionale estremo, si presenta carico di influenze riconducibili alle dominazioni e ai popoli stabilitisi in questi territori nei secoli: messapi, greci, romani, bizantini, longobardi, normanni, albanesi, francesi, spagnoli.

## Cultura

### Istruzione

#### Biblioteche
- Biblioteca Comunale

#### Scuole
Nel comune di Surano hanno sede una scuola dell'infanzia, una scuola primaria e una scuola secondaria di I grado appartenenti all'Istituto Comprensivo Statale di Poggiardo

#### Eventi
- Festa di San Giuseppe - 19 marzo
- Festa della Madonna del Colera - 2 luglio
- Festa del Pasticciotto Leccese - 28 luglio
- Festa dei SS. Martiri di Otranto (Patroni) - 14 agosto
- Festa della Madonna Assunta (Protettrice e titolare della chiesa Parrocchiale) - 15 agosto
- Festa di San Rocco (Compatrono)- 16 agosto
- Sagra della Pittula - 23 dicembre
- Concorso di poesia "Un momento di…verso" - estate

## Economia
L'economia è rappresentata soprattutto dall'agricoltura, in particolare dalla produzione di olio d'oliva. È un importante centro commerciale del basso Salento; a partire dagli anni novanta, sulla Strada statale 275 di Santa Maria di Leuca, si è sviluppata una zona industriale che ha determinato l'insediamento di numerose realtà commerciali e industriali.
Tra le attività più tradizionali e rinomate vi sono quelle artigianali, che si distinguono per le arti della tessitura e del ricamo, ispirate sia per le tecniche sia per i temi decorativi alla cultura saracena.

## Infrastrutture e trasporti

### Strade
I collegamenti stradali che interessano il comune sono:
- Strada statale 16 Adriatica;
- Strada statale 275 di Santa Maria di Leuca Maglie-Santa Maria di Leuca uscita Surano-Spongano attraverso la Strada Provinciale 172.
- Strada Provinciale 82, Surano-Spongano;
- Strada Provinciale 171, Surano-Poggiardo;
- Strada Provinciale 172, Surano-Torrepaduli-Ruffano;
- Strada provinciale 207, Surano-Nociglia;
- Strada Provinciale 237, Surano-San Cassiano.

## Amministrazione
Di seguito è presentata una tabella relativa alle amministrazioni che si sono succedute in questo comune.
| Periodo        | Periodo        | Primo cittadino         | Partito                          | Carica  | Note   |
| -------------- | -------------- | ----------------------- | -------------------------------- | ------- | ------ |
| 13 giugno 1985 | 27 maggio 1990 | Luigi Pepe              | Democrazia Cristiana             | Sindaco | [ 15 ] |
| 27 maggio 1990 | 24 aprile 1995 | Luigi Pepe              | Democrazia Cristiana             | Sindaco | [ 15 ] |
| 24 aprile 1995 | 14 giugno 1999 | Luigi Pepe              | centro-destra                    | Sindaco | [ 15 ] |
| 14 giugno 1999 | 14 giugno 2004 | Luigi Pepe              | lista civica                     | Sindaco | [ 15 ] |
| 15 giugno 2004 | 8 giugno 2009  | Salvatore Fernando Puce | lista civica                     | Sindaco | [ 15 ] |
| 8 giugno 2009  | 26 maggio 2014 | Salvatore Fernando Puce | lista civica                     | Sindaco | [ 15 ] |
| 27 maggio 2014 | 26 maggio 2019 | Galati Carlo Giuseppe   | lista civica: surano futura      | Sindaco | [ 15 ] |
| 26 maggio 2019 | 9 giugno 2024  | Salvatore Fernando Puce | lista civica: Ripartiamo insieme | Sindaco | [ 15 ] |
| 10 giugno 2024 | In carica      | Francesco Rizzo         | lista civica: CambiAmo Surano    | Sindaco |        |